# Akateko
Akateko (赤手児?, lett. mano rossa di bambino)  è uno yōkai del folclore giapponese originario della città di Hachinohe, provincia di Mutsu (oggi prefettura di Aomori). È anche una leggenda locale delle prefetture di Kagawa e Fukushima.

## Descrizione
Come suggerisce il nome, questo yōkai appare sotto forma di una mano rossa simile a quella di un bambino che sporge da un vecchio albero di gleditsia giapponese di fronte a una scuola elementare. A seconda di alcune varianti regionali, questo yōkai può anche essere accompagnato dallo spettro, ai piedi dell'albero, di una giovane donna (di età compresa tra i 17 e i 18 anni) che indossa un kimono furisode e la cui bellezza culla i passanti ignari in uno stato di trance o febbre.
Nelle prefetture di Kagawa e Fukushima, lo spirito viaggia in coppia, assomigliando a piedi o gambe in movimento. Alcuni suggeriscono persino che quelle due creature siano, in effetti, due parti dello stesso yōkai.
Secondo la maggior parte delle fonti, questa creatura è innocua e spaventa solo i passanti.